# اريك شيبرد
اريك شيبرد (بالإنجليزية: Eric Shepherd)‏ هو جندي وسياسي أسترالي وبريطاني (وحمل سابقاً جنسية المملكة المتحدة لبريطانيا العظمى وأيرلندا)، ولد في 19 يونيو 1894، وتوفي في 30 أغسطس 1967. حزبياً، نشط في حزب العمال الأسترالي (فرع جنوب أستراليا) ‏ وParliamentary Labor Party ‏. وقد انتخب Speaker of the South Australian House of Assembly ‏ (27 مايو 1930 – 7 أبريل 1933) وانتخب عضو مجلس النواب جنوب أستراليا من الجمعية عن دائرة Electoral district of Victoria ‏ وقد انضم خلال فترته النيابية (5 أبريل 1924 – 7 أبريل 1933)  للكتلة البرلمانية حزب العمال الأسترالي (فرع جنوب أستراليا) ‏.